# قمبود مقشي
قمبود مقشي (الاسم العلمي: Campodea scopigera) هو نوع من الحيوانات يتبع جنس القمبود من فصيلة القمابيد.